# Кабаклы (Татарский район)
Кабаклы — железнодорожная станция (тип населённого пункта) в Татарском районе Новосибирской области. Находится у железнодорожной станции (тип объекта железнодорожного транспорта) Кабаклы. Входит в состав Новопокровского сельсовета.

## География

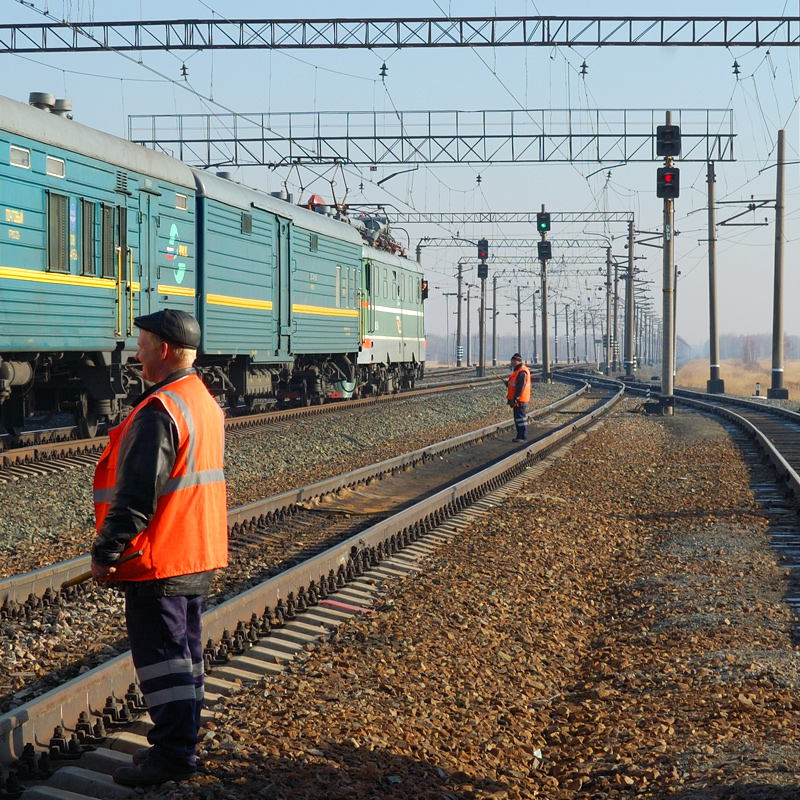
На станции Кабаклы.

Населённый пункт располагается к северу от станции Кабаклы и железнодорожного полотна Западно-Сибирской железной дороги (основной путь Транссиба, перегон Татарская—Барабинск). Юго-западнее на линии железной дороги имеется остановочный пункт 2898 км, северо-восточнее, после станции Кабаклы — остановочный пункт 2912 км. К югу от станции и полотна железной дороги находится деревня Ивановка.
Местность, где располагается населённый пункт — плоская болотистая равнина с крайне незначительными перепадами высот (самая высокая точка в ближайших окрестностях — на северной окраине поселения, высотой 107 м). На северо-западе присутствует достаточно крупное болото Богдановское или Кургуль (южнее деревни Богдановка), на северо-востоке есть болото Савкино. К юго-востоку, южнее железной дороги, размещается группа из нескольких небольших болотистых озёр (озеро Средняя Особа и др.). К северу от населённого пункта, параллельно железной дороге, проходит нефтепровод.

## История

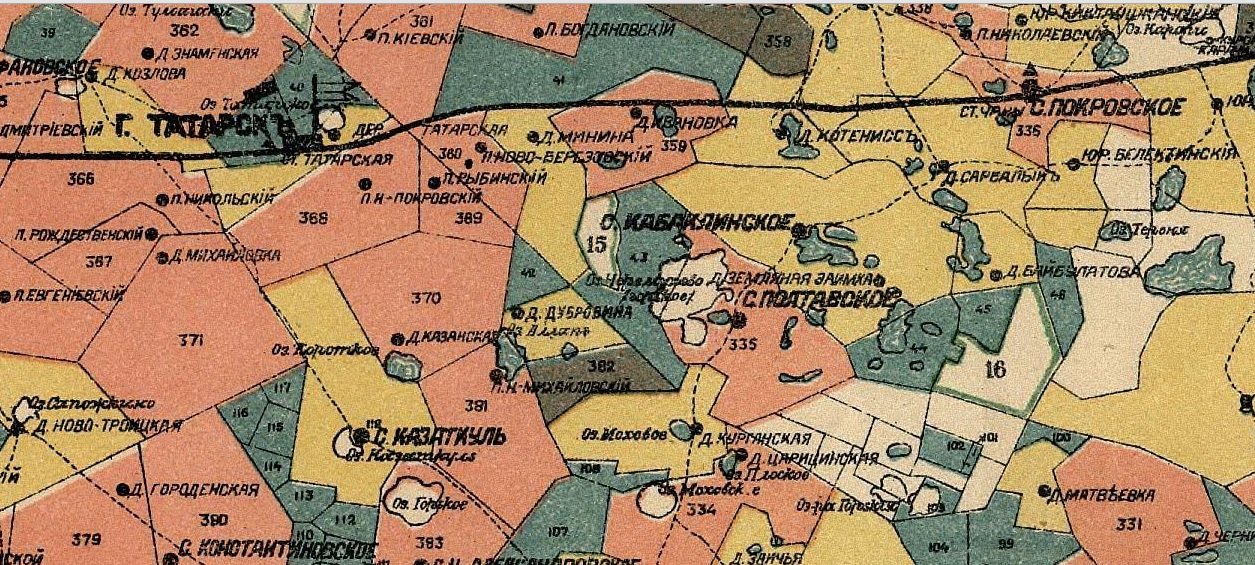
Район д. Ивановка — переселенческий участок (1911 год).

Железнодорожная станция Кабаклы (как объект железнодорожного транспорта) возникла, вероятно, в 1896 году, во время строительства железнодорожной линии Макушино — Чулымская. Станция получила своё название, по всей видимости, в честь деревни Кабаклы, располагающейся в 14 км к юго-востоку и ныне относящейся к Чановскому району (сама деревня возникла не позднее 1879 года). Само слово «кабаклы» происходит от тюркского «кабак» — косогор, яр, берег.
Единственным населённым пунктом при станции в течение некоторого времени оставалась, видимо, деревня Ивановка, выросшая к югу от железной дороги на переселенческом участке (также именовалась посёлок Ивановский). Район деревни относился к Вознесенской волости Каинского уезда Томской губернии. Отдельный населённый пункт к северу от железнодорожного полотна, непосредственно при станции, образовался или выделился из Ивановки, как представляется, только во второй половине XX века.
В период Гражданской войны, в ходе восстания Чехословацкого корпуса, в июне 1918 года у железнодорожного разъезда Кабаклы состоялся бой между красногвардейским отрядом Каинского уездного Совета и контрреволюционными силами, в ходе которого члены Совета и красногвардейцы были захвачены в плен. Впоследствии часть из них была расстреляна в июне 1919 года в Каинске.

## Население
| 2002 | 2007 | 2010 |
| ---- | ---- | ---- |
| 76   | ↘62  | ↗63  |

По данным переписи 2002 года, в населённом пункте проживали 31 мужчина и 45 женщин, 99 % населения составляли русские. По данным переписи 2010 года, на станции проживало 27 мужчин и 36 женщин, 100 % населения составляли русские.

## Улицы
- Железнодорожная[14].

## Инфраструктура
На станции по данным на 2007 год отсутствует социальная инфраструктура.